# Synagogue de Charhorod
La synagogue de Charhorod  (ukrainien : синагога Хабад) est une synagogue en Ukraine.

## Historique
Construite en 1589, en tant que synagogue forteresse, ce qui en fait une des plus anciennes du pays. Pendant l'occupation turque elle fut une mosquée entre 1674 et 1699 ; un entrepôt durant l'époque soviétique. 

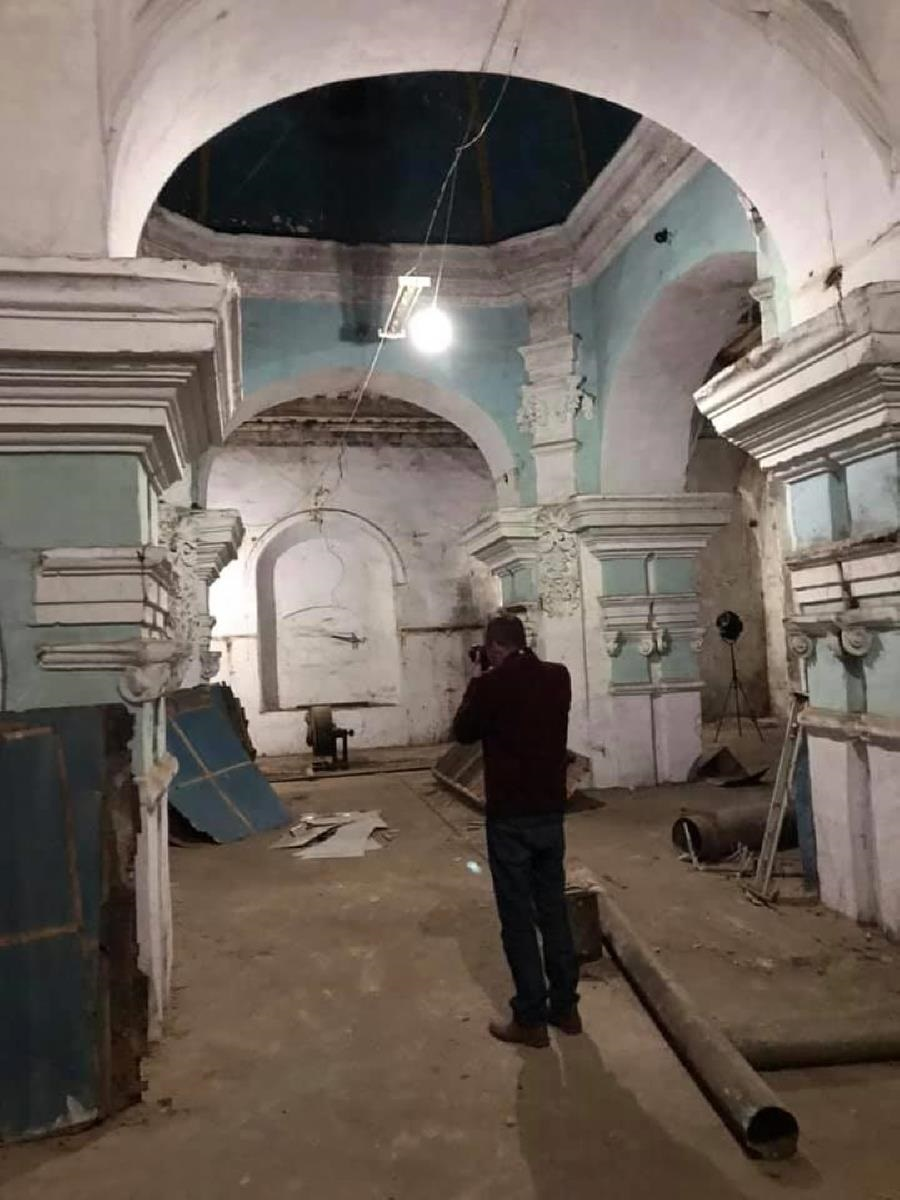
Vues de
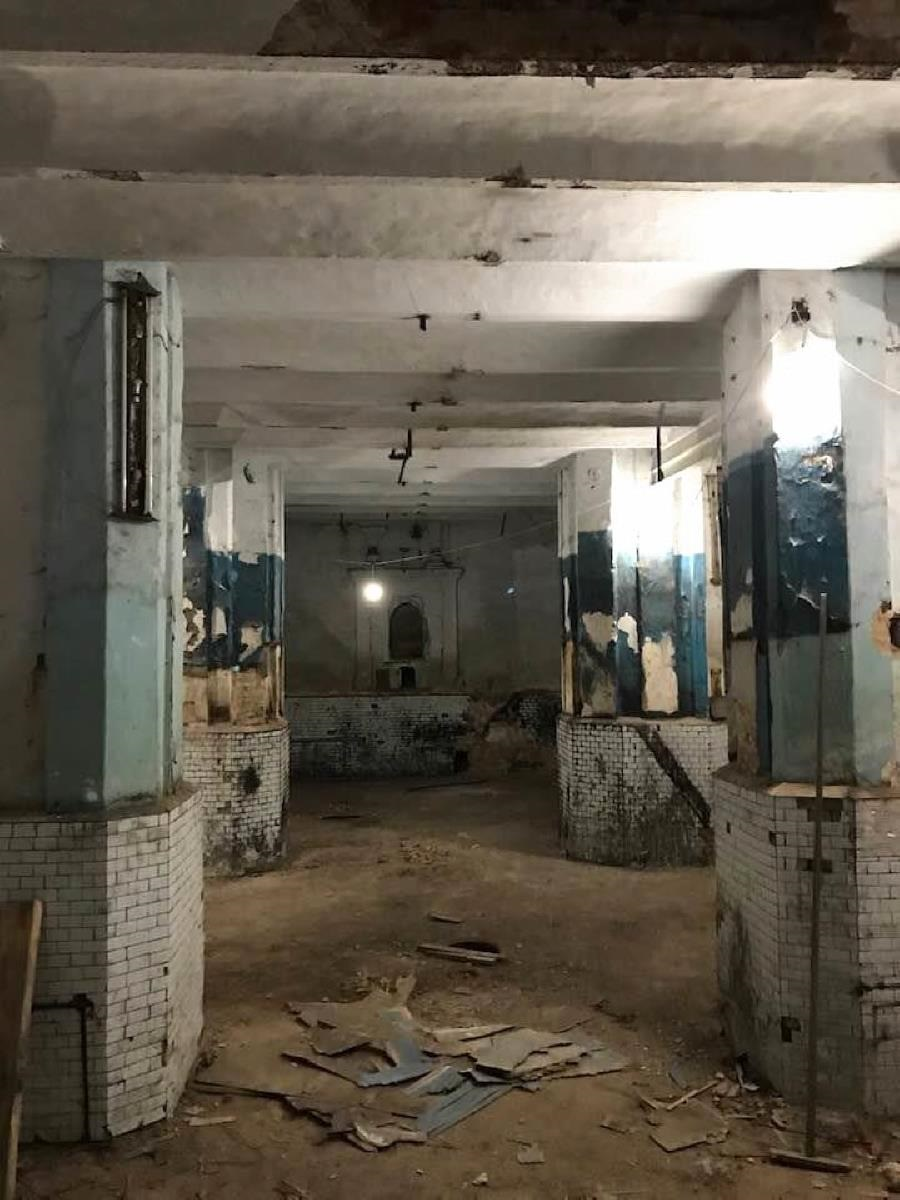
l'intérieur
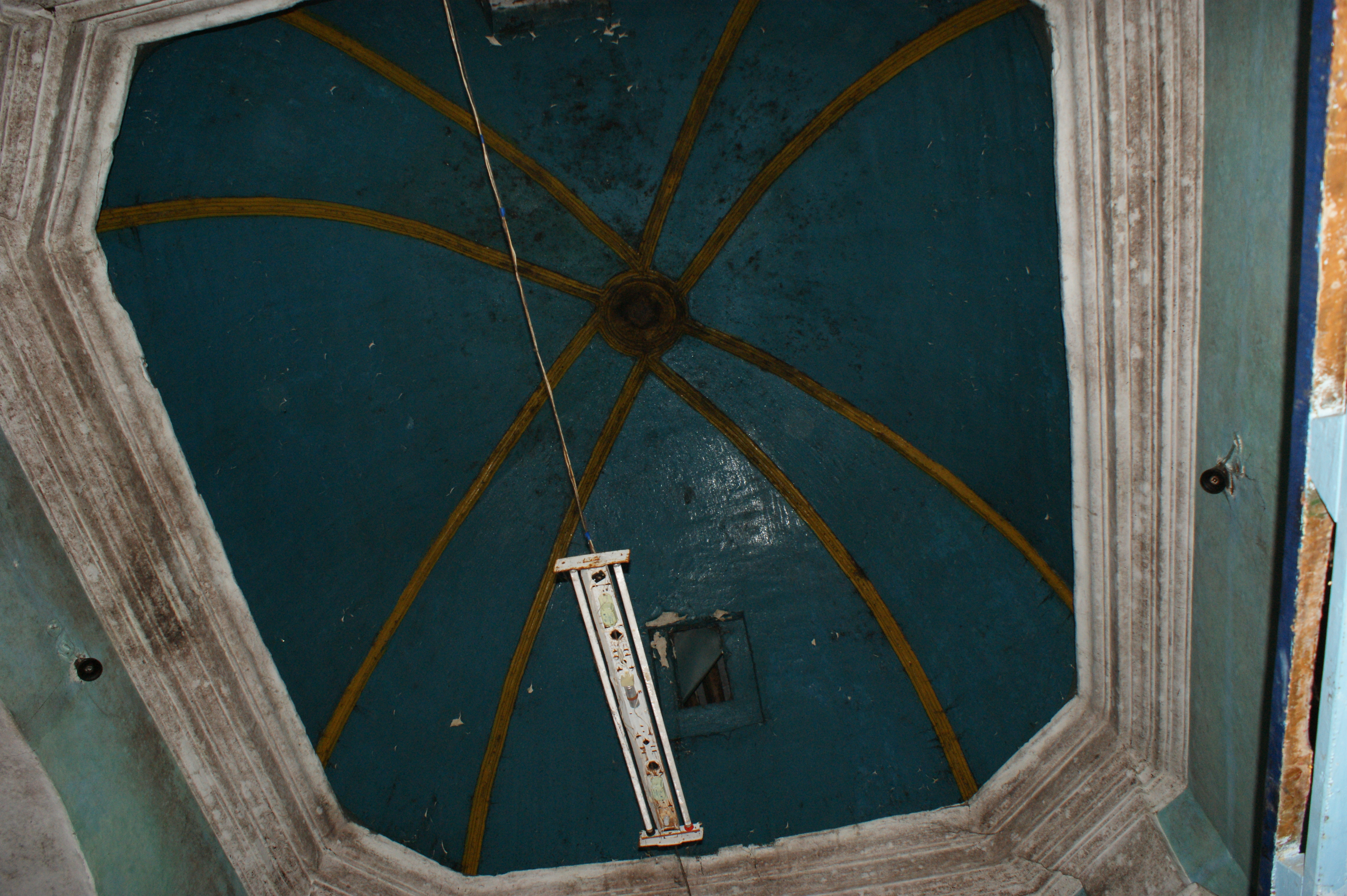
de la synagogue.
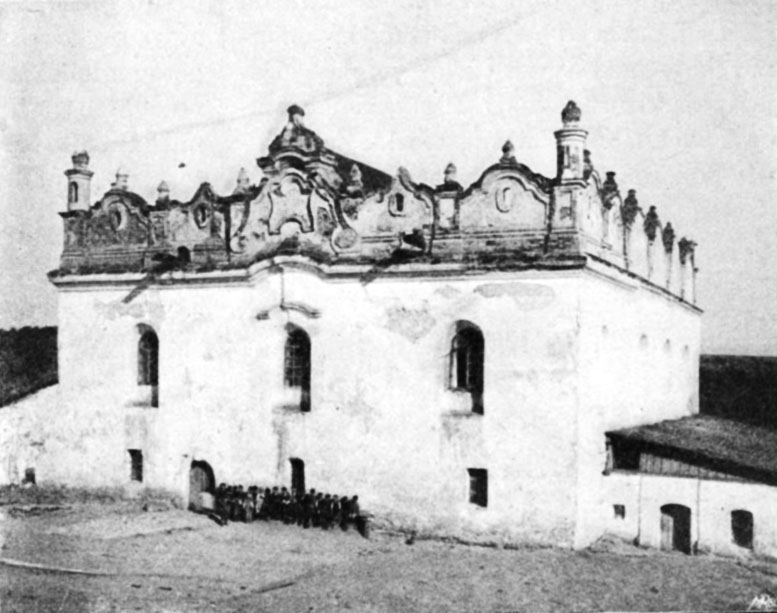
Vers 1900.